# Aeroporto di Lampedusa
De Luchthaven van Lampedusa (Italiaans: Aeroporto di Lampedusa) ligt op Lampedusa in de Siciliaanse provincie Agrigento. De luchthaven ligt op zo'n 100 meter van het stadscentrum en is vanwege de vele toeristen het drukst in de zomer.